# Jezioro Martwe (rezerwat przyrody w województwie warmińsko-mazurskim)

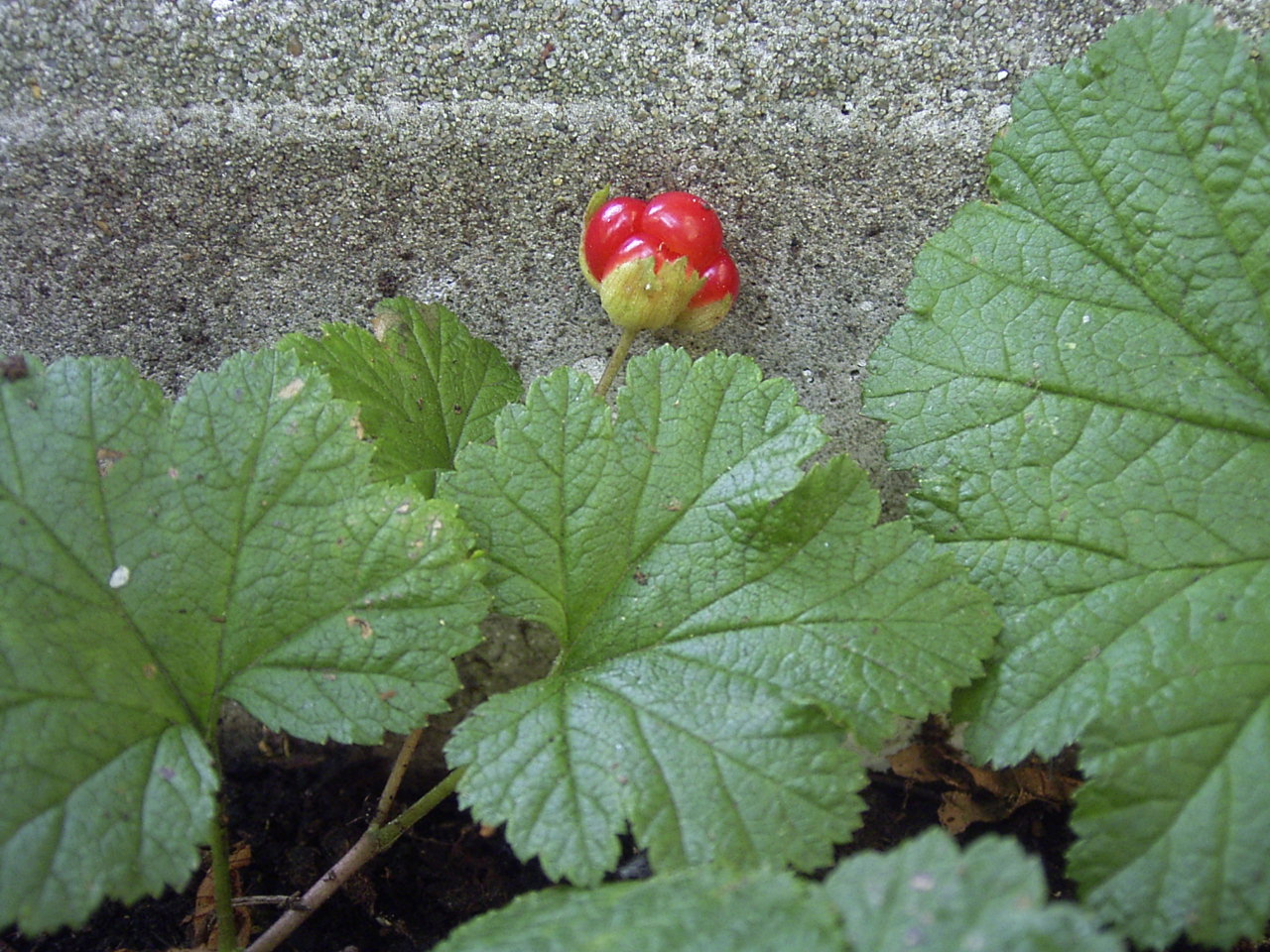
Malina moroszka

Rezerwat przyrody Jezioro Martwe – florystyczny rezerwat przyrody w województwie warmińsko-mazurskim położony na terenie gminy Górowo Iławeckie, około 2 km na wschód od wsi Galiny, w pobliżu granicy z obwodem królewieckim. Został utworzony na mocy Zarządzenia Ministra Leśnictwa i Przemysłu Drzewnego z dnia 10 grudnia 1970 r. w celu ochrony stanowiska maliny moroszki, rośliny reliktowej. Powierzchnia 17,91 ha (akt powołujący podawał 17,30 ha).
Rezerwat obejmuje śródleśną, zalądowioną nieckę dawnego jeziora dystroficznego, na środku której znajduje się Jezioro Martwe o powierzchni 2,61 ha i głębokości 4 m. Jezioro otoczone jest torfowiskiem. Część torfowiska porastają zespoły leśne z dominującym świerkiem pospolitym, miejscami ustępującym sośnie zwyczajnej lub brzozie omszonej. Do występujących tu roślin objętych ochroną ścisłą należą: widłak jałowcowaty, malina moroszka, rosiczka okrągłolistna; ochroną częściową objęty jest grążel żółty.